# إدواردو فيرو رودريغيز
إدواردو فيرو رودريغيز (بالبرتغالية: Eduardo Ferro Rodrigues) (ولد في العاصمة البرتغالية لشبونة)، هو سياسي برتغالي ينتمي للحزب الاشتراكي، وقد عمل كاتبا عاما للحزب بين عام 2002 و2004.
تقلد عدة مرات مناصب وزارية بين عام 1995 و2002 في حقبة رئيس الوزراء البرتغالي الذي كان ينتمي للحزب الاشتراكي أنطونيو غوتيريش.
انتخب في 23 أكتوبر 2015 كرئيس للبرلمان البرتغالي أو ما يسمى مجلس الجمهورية في البرتغال.

## روابط خارجية
- إدواردو فيرو رودريغيز على موقع مونزينجر (الألمانية)